# ソソリソ航空1145便墜落事故
ソソリソ航空1145便墜落事故は、2005年12月10日にナイジェリアの都市アブジャとポートハーコートを結ぶ便であるソソリソ航空1145便が、現地時間14時08分（協定世界時13時08分）頃にポートハーコート国際空港の滑走路に墜落した航空事故である。

## 事故の概要
1145便は、13時26分にアブジャを離陸し、13時41分にATCから滑走路21へのアプローチを許可された。14時04分にはグライドスロープに乗り、滑走路21から8海里 (15 km; 9.2 mi)の地点に到達した。管制塔は1145便のパイロットに天候が悪化して雷雨となり滑走路が濡れて滑りやすくなっていることを連絡した。1145便はアプローチを続けたが、視界が悪化し滑走路が見えなくなった。しかしパイロットは決心高度を割り込んで降下を続け、高度204フィート (62 m)で着陸復行を開始した。しかし機体はそのまま降下して14時08分に滑走路21の端から540m先の滑走路21と誘導路の間に接地した。機体はそのまま60m進んでコンクリート製の排水溝に後部が衝突し、No.2エンジンと後部のエアステアが分離した。残りの機体はさらに790m進んで停止し機体は炎上した。
墜落の直後に7人の生存者が救出され病院に運ばれ、そのうち4人が治療中に死亡し、残りの2人の生存者は南アフリカへの帰路についた。乗客としてアブジャ近郊の高等学校であるロヨラ・イエズス学院の生徒61人が乗り合わせており、そのうち1人の生徒（ケチ・オクウチ）が救出された。
航空会社のウェブサイトによると、ソソリソ航空はMD-81を1機、DC-9を3機で運航し、11月最終週にMD-82を1機受領している。墜落したDC-9はJAT航空より受領した機体である。
この事故はソソリソ航空での最初の事故となった。

## 事故原因
2006年7月1日にナイジェリアの事故調査委員会は最終報告書を発表した。報告書によると、事故原因はパイロットが滑走路が見えないまま決心高度以下に降下したことと、着陸復行を開始するのが遅かったことであった。